# How Could You, Jean?
How Could You, Jean? é um filme mudo de comédia dramática produzido nos Estados Unidos, dirigido por William Desmond Taylor e lançado em 1918. É atualmente considerado um filme perdido.

## Enredo
A trama envolve uma jovem socialite fingindo ser cozinheira, que se apaixona por um homem que ela pensa ser um empregado, mas que na verdade é um milionário. O filme não foi bem recebido pela crítica, que geralmente o achou agradável, mas enfadonho, embora o The New York Times o tenha chamado de "uma comédia engraçada e extremamente bem produzida".

## Filme com enredo semelhante
Um romance da escritora norueguesa Sigrid Boo, Vi som går kjøkkenveien (Nós que entramos pela cozinha) tem um enredo quase idêntico ao livro original de Brainerd. O romance de Boo foi adaptado para o filme americano Servants' Entrance (1934), estrelado por Janet Gaynor, que tinha um enredo idêntico ao filme de 1918. Como comentou o The New York Times, "aparentemente, a velha comédia de Pickford já foi esquecida e nenhum processo de violação de direitos autorais foi aberto".